# Concetta Lenza
Concetta Lenza (* 1954 in Salerno) ist eine italienische Architekturhistorikerin und Hochschullehrerin.

## Leben und Wirken
Lenza ist seit 2001 ordentliche Professorin für Architekturgeschichte an der Universität von Neapel Federico II und war dort zudem von 2005 bis 2009 Dekanin der Fakultät für Architektur. Sie ist leitendes Mitglied des Rates der Nationalen Konferenz der Präsidenten der Fakultäten für Architektur. Als wissenschaftliche Leiterin koordinierte sie Forschungsvorhaben im Bereich des italienischen Kulturerbes, so zum Beispiel das von Benitalia initiierte Projekt zur ökologischen und architektonischen Neugestaltung und Aufwertung des historischen Zentrums von Lecce oder das von dem Unternehmen Grandi Stazioni geförderte Projekt zur stadtbaugeschichtlichen Aufarbeitung des Hauptbahnhofs von Neapel. Zu ihren Schwerpunkten gehörte 2008 auch die Tätigkeit im PRIN-Forschungsprojekt (Project of Significant National Interest) The asylum complexes in Italy between the nineth and twentyieth century.
Derzeit ist Lenza Mitglied des Verwaltungsrates von ICOMOS Italia, des Istituto Nazionale di Studi sul Rinascimento Meridionale und des Centro di Studi per la Storia dell'Architettura in Rom sowie korrespondierendes Mitglied der Accademia di Archeologia und der Vereinigung Lettere e Belle Arti in Neapel. Weiters ist sie Mitglied des wissenschaftlichen Beirats der Stiftung Bibliothek Werner Oechslin und des wissenschaftlichen Beirates der Zeitschrift Palladio. Rivista di Storia dell'Architettura e Restauro sowie der Reihen Architettura & Conservazione (Paparo Editore, Neapel) und Architetti del Novecento. Geschichte und Archive (Edifir, Florenz).

## Schriften (Auswahl)
- The Concept of Tradition in the Theoretical and Aesthetic Debate from the 1920s to the Second Post-War Period, in: Carmen M. Enss und Luigi Monzo (Hg.): Townscapes in Transition. Transformation and Reorganization of Italian Cities and Their Architecture in the Interwar Period. Bielefeld 2019, S. 61–82, ISBN 978-3-8376-4660-3.
- Monumento e tipo nell'architettura neoclassica : l'opera di Pietro Valente nella cultura napoletana dell'800. Neapel 1996.
- La cultura architettonica e le antichita scavi, rilievi, editoria antiquaria e dibattito teorico. Neapel 2000.
- Architettura medievale : etica, estetica e tecnica. Neapel 2010.
- Le donne e la arti figurative nel rinascimento napoletano: pratica artistica, committenza e iconografia, in: Marco Santoro (Hg.): La donna nel Rinascimento meridionale : atti del Convegno internazionale, Roma, 11–13 novembre 2009. Pisa/Rom 2010.
- L’estetica dell’architettura e altri scritti di Salvatore Vitale. Bologna 2010.
- (als Herausgeberin): La stazione centrale di Napoli. Storia e architettura di un palinsesto urbano. Mailand: Electa  2010. ISBN  978-88-370-7473-9
- I viaggi pittoreschi nel Sud : origine e fortuna di un genere editoriale nella produzione napoletana del primo Ottocento. Bologna 2012.